# Минский (хутор)
Ми́нский — хутор в Прохладненском районе Кабардино-Балкарской Республики. Входит в состав муниципального образования «Сельское поселение Благовещенка».

## География
Хутор расположен в юго-западной части Прохладненского района. Находится в 25 км к юго-западу от районного центра Прохладный и в 52 км к северо-востоку от города Нальчик (по дороге).
Граничит с землями населённых пунктов: Грабовец на юго-западе, Благовещенка на севере, Цораевский на северо-востоке и Ново-Осетинский на востоке.
Населённый пункт расположен на наклонной Кабардинской равнине, в равнинной зоне республики. Средние высоты на территории села составляют 287 метров над уровнем моря. Рельеф местности представляет собой в основном предгорные волнистые равнины с общим уклоном с юго-запада на северо-восток. Поймы рек изрезаны балками и понижениями.
Гидрографическая сеть на территории хутора представлена в основном речками Нахаловка и Новая Нахаловка, а также родниковым ручьём Чёрная Речка. К западу от хутора расположены запруднённые озёра. Благодаря близкому залеганию грунтовых вод к поверхности земли, местность высоко обеспечена водой.
Климат влажный умеренный с тёплым летом и прохладной зимой. Амплитуда температуры воздуха колеблется от средних +23,0°С в июле, до средних -2,5°С в январе. Среднегодовая температура составляет +10,5°С. Среднегодовое количество осадков составляет около 600 мм.

## История
Хутор основан в 1922 году поляками, переселившимися из Минской губернии. Причиной переселения послужило череда неурожайных годов.
В 1924 году хутор включён в состав новообразованного Первомайского сельсовета.
Ныне хутор слился с другими селениями сельского поселения Благовещенка и фактически представляют собой один населённый пункт.

## Население
| 2002 | 2010 | 2021 |
| ---- | ---- | ---- |
| 231  | ↘227 | ↘181 |

Национальный состав
По данным Всероссийской переписи населения 2010 года:
| Народ   | Численность, чел. | Доля от всего населения, % |
| ------- | ----------------- | -------------------------- |
| русские | 164               | 72,2 %                     |
| осетины | 41                | 18,1 %                     |
| другие  | 22                | 9,7 %                      |
| всего   | 227               | 100 %                      |

По данным Всероссийской переписи населения 2021 года:
| Народ      | Численность, чел. | Доля от всего населения, % |
| ---------- | ----------------- | -------------------------- |
| русские    | 126               | 69,61 %                    |
| кабардинцы | 21                | 11,61 %                    |
| осетины    | 19                | 10,50 %                    |
| балкарцы   | 9                 | 4,97 %                     |
| другие     | 6                 | 3,31 %                     |
| всего      | 181               | 100,0 %                    |

Половозрастной состав
По данным Всероссийской переписи населения 2010 года:
| Возраст     | Мужчины, чел. | Женщины, чел. | Общая численность, чел. | Доля от всего населения, % |
| ----------- | ------------- | ------------- | ----------------------- | -------------------------- |
| 0 — 14 лет  | 19            | 9             | 28                      | 12,3 %                     |
| 15 — 59 лет | 70            | 95            | 165                     | 72,7 %                     |
| от 60 лет   | 17            | 17            | 34                      | 15,0 %                     |
| Всего       | 106           | 121           | 227                     | 100,0 %                    |

Мужчины — 106 чел. (46,7 %). Женщины — 107 чел. (53,3 %).
Средний возраст населения — 39,0 лет. Медианный возраст населения — 38,8 лет.
Средний возраст мужчин — 37,0 лет. Медианный возраст мужчин — 34,5 лет.
Средний возраст женщин — 40,8 лет. Медианный возраст женщин — 41,5 лет.

## Инфраструктура
Основные объекты социальной инфраструктуры расположены на территории хутора (микрорайона) — Ново-Осетинский.

## Улицы
На территории хутора зарегистрировано 3 улицы:

| Октябрьская |

| Мира |

| Первомайская |